# 二重螺旋のまさゆめ
『二重螺旋のまさゆめ』（にじゅうらせんのまさゆめ）は、Aqua Timezの8枚目のオリジナル・アルバム。2018年4月25日にEpic Records Japanから発売された。

## 概要
前作『アスナロウ』から約1年5ヶ月ぶりのオリジナル・フル・アルバム。Aqua Timezが2018年内の活動をもって解散したため、最後のオリジナル・アルバムとなった。
前作から本作までの間に先行シングルがリリースされていないため、収録曲12曲全てが新曲となっており、オリジナル・アルバムとして初めてシングル曲が収録されない作品となった。
通常盤、DVD付初回生産限定盤、DVD付team AQUA限定盤の3形態でのリリース。
team AQUA限定盤のディスクジャケットのイラストは、六七質（むなしち）が手掛けている。

## 収録曲
3以外全作詞・全作曲：太志（3作詞：太志+GOMESS）
全編曲：Aqua Timez

### CD
1. たかが100年の [3:08]
PlayStation 4用ゲーム『グランクレスト戦記』主題歌。
4thアルバム『カルペ・ディエム』に収録されている「百年の樹」の間奏と繋がっている部分がある。
サビ前の歌詞カードに表記されていない部分は、「Stand alone for us, we stand alone for us」と歌っている[3]。
2. over and over [4:24]
team AQUA会員限定ツアー「The FANtastic Tour 2017」のアンコールで先行披露された。
3. えにし feat. GOMESS [3:19]
ラッパー・GOMESSをフィーチャリングしたヒップホップナンバー。
4. 遊びつかれて [1:16]
5. 未来少女 [4:21] 
本作のリード曲。
読売テレビ・日本テレビ系『情報ライブ ミヤネ屋』4月～6月エンディングテーマ。
ミュージック・ビデオのイラストは、ディスクジャケットと同じく、六七質（むなしち）が手掛けている。
6. 日曜讃歌 [4:13]
7. ミックス茶 [3:18] 
間奏にレギュラーラジオ番組「アクアトレイン」2018年1月26日放送分の音源が使用されている。
8. 陽炎 -interlude- [1:46] 
器楽曲。
9. +1 [3:31] 
「Aqua Timez 12th Anniversary LIVE 0824」、team AQUA会員限定ツアー「The FANtastic Tour 2017」にて先行披露された。
軽やかなファンクで、サビの部分はメンバー全員で歌っている。
10. 愛へ [3:24]
11. タイムマシン [3:52]
12. last dance [4:05]
同年11月18日に行われたラストライブのタイトルに使用された。

### DVD（初回生産限定盤のみ）
1. 未来少女 Music Video
2. PS4「グランクレスト戦記」オープニング映像

### DVD（team AQUA限定盤のみ）
1. The FANtastic Tour 2017 振り返り座談会
2. Tasshi Tube 番外編 ～「+1」踊ってみた～密着ドキュメンタリー